# 2016–2017-es EHF-bajnokok ligája
A 2016–2017-es EHF Bajnokok Ligája az európai kézilabda-klubcsapatok legrangosabb tornájának 57. kiírása, ezen a néven pedig a 24. A bajnokság címvédője az KS Vive Tauron Kielce. Magyarországról két csapat vett részt a küzdelmekben, a bajnoki címvédő Telekom Veszprém KC és a bajnoki ezüstérmes Pick Szeged. Mindkét magyar csapat automatikusan a főtáblán kezdett. A Telekom Veszprém KC egymás után negyedszer is bejutott a Final Fourba, ahol bronzérmet szerzett, a Pick Szeged pedig a negyeddöntőben búcsúzott.
A Final Four 2010-es bevezetése óta ez az első alkalom, hogy német csapat nem jutott a legjobb négy közé.
A torna lebonyolítása megegyezik az előző évben bevezetett formátummal.
A kölni Négyes Döntőt története során először a macedón Vardar Szkopje nyerte.

## Lebonyolítás
26 csapat került egyből a csoportkörbe, a maradék két helyre két négycsapatos kvalifikációs tornáról lehet bejutni.
A csoportkörbe jutott 28 csapatot négy csoportba sorolták. Az A és B csoportba nyolc-nyolc csapat került, a C és D csoportba pedig hat-hat csapat. Az A és B csoportba sorolták az erősebb csapatokat, a C és D-be pedig a gyengébbeket. Az A és B csoportból a csoportgyőztes egyből a negyeddöntőbe jut, a 2-6. helyezettek pedig a nyolcaddöntőbe. A C és D csoport 12 csapatából összesen kettő juthat a nyolcaddöntőbe úgy, hogy a C csoport első két helyezettje a D csoport első két helyezettjével egy oda-vissza vágóban döntik el ennek sorsát.
A negyeddöntőből továbbjutó csapatok jutnak a 2017. június 3-4-én megrendezendő kölni Final Fourba, ahol eldől a bajnoki cím sorsa.

## Csapatok
Ebben a Bajnokok ligája szezonban a következő csapatok neveztek. Közülük 26 egyből a főtáblára került, a fennmaradó 2 helyről pedig selejtezőtornákon döntöttek.
| A és B csoport       | A és B csoport      | A és B csoport        | A és B csoport        |
| -------------------- | ------------------- | --------------------- | --------------------- |
| Meskov Breszt        | Zagreb              | Bjerringbro-Silkeborg | Paris Saint-Germain   |
| Flensburg-Handewitt  | THW Kiel            | Rhein-Neckar Löwen    | Pick Szeged           |
| Telekom Veszprém KC  | Vardar Szkopje      | Vive Targi Kielce     | Wisła Płock           |
| RK Celje             | Barcelona           | IFK Kristianstad      | Kadetten Schaffhausen |
| C és D csoport       |                     |                       |                       |
| Team Tvis Holstebro  | HBC Nantes          | Montpellier           | Metalurg Szkopje      |
| Elverum Håndball     | CS Dinamo București | Csehovszkije Medvegyi | Logroño               |
| Beşiktaş             | Motor Zaporizzsja   | 1-es selejtezőcsoport | 2-es selejtezőcsoport |
| Selejtező            |                     |                       |                       |
| Bregenz Handball     | HC Achilles Bocholt | Riihimäki Cocks       | Maccabi Tel Aviv      |
| Red Boys Differdange | ABC Braga           | Tatran Prešov         | RK Gorenje Velenje    |

## Naptár
A bajnokság menetrendje az alábbi táblázatban olvasható.
| Szakasz                                            | Időpont                                  |
| -------------------------------------------------- | ---------------------------------------- |
| Nevezési határidő a bajnokságra                    | 2016. június 7.                          |
| A kiemelt csapatok meghatározása                   | 2016. június 24.                         |
| A csoportok és a kvalifikációs bajnokság sorsolása | 2016. július 1.                          |
| Kvalifikációs bajnokságok                          | 2016. szeptember 3-4.                    |
| Csoportmérkőzések                                  | 2016. szeptember 21. - 2017. március 12. |
| Nyolcaddöntők                                      | 2017. március 22. - április 2            |
| Negyeddöntők                                       | 2017. április 19-30.                     |
| Final Four                                         | 2017. június 3-4.                        |

## Selejtező
A selejtezőben induló nyolc csapatot két négycsapatos csoportba sorolták. A csoportokban minden csapat két mérkőzést játszik: egy elődöntőt és egy döntőt vagy bronzmérkőzést. A döntő két győztese kerülhet fel a Bajnokok ligája főtáblájára. A mérkőzéseket 2016 szeptember 3-án és 4-én rendezik. Az 1-es csoport mérkőzéseit a Tatran Prešov otthonában rendezik, míg a 2-es csoport mérkőzéseinek helyszíne a Bregenz otthona lesz.

## 1-es selejtezőcsoport
|  |                      |                      |               |               |    |                    |                    |       |
|  | Elődöntők            | Elődöntők            | Elődöntők     |               |    | Döntő              | Döntő              | Döntő |
|  | Elődöntők            | Elődöntők            | Elődöntők     |               |    | Döntő              | Döntő              | Döntő |
|  | szeptember 3.        |                      |               |               |    |                    |                    |       |
|  |                      |                      |               |               |    |                    |                    |       |
|  | RK Gorenje Velenje   | RK Gorenje Velenje   | 28            |               |    |                    |                    |       |
|  | RK Gorenje Velenje   | RK Gorenje Velenje   | 28            | szeptember 4. |    |                    |                    |       |
|  | Riihimäki Cocks      | Riihimäki Cocks      | 25            |               |    |                    |                    |       |
|  | Riihimäki Cocks      | Riihimäki Cocks      | 25            |               |    | RK Gorenje Velenje | RK Gorenje Velenje | 21    |
|  | szeptember 3.        |                      |               |               |    | RK Gorenje Velenje | RK Gorenje Velenje | 21    |
|  |                      |                      | Tatran Prešov | Tatran Prešov | 23 |                    |                    |       |
|  | Tatran Prešov        | Tatran Prešov        | Tatran Prešov | Tatran Prešov | 23 | 38                 |                    |       |
|  | Tatran Prešov        | Tatran Prešov        |               |               |    |                    |                    |       |
|  | Red Boys Differdange | Red Boys Differdange | 32            |               |    |                    |                    |       |
|  | Red Boys Differdange | Red Boys Differdange | 32            | Bronzmérkőzés |    |                    |                    |       |
|  |                      |                      |               |               |    |                    |                    |       |
|  | szeptember 4.        |                      |               |               |    |                    |                    |       |
|  |                      |                      |               |               |    |                    |                    |       |
|  | Riihimäki Cocks      | Riihimäki Cocks      | 30            |               |    |                    |                    |       |
|  | Riihimäki Cocks      | Riihimäki Cocks      | 30            |               |    |                    |                    |       |
|  | Red Boys Differdange | Red Boys Differdange | 21            |               |    |                    |                    |       |
|  | Red Boys Differdange | Red Boys Differdange | 21            |               |    |                    |                    |       |

## 2-es selejtezőcsoport
|  |                     |                     |                  |                  |    |           |           |       |
|  | Elődöntők           | Elődöntők           | Elődöntők        |                  |    | Döntő     | Döntő     | Döntő |
|  | Elődöntők           | Elődöntők           | Elődöntők        |                  |    | Döntő     | Döntő     | Döntő |
|  | szeptember 3.       |                     |                  |                  |    |           |           |       |
|  |                     |                     |                  |                  |    |           |           |       |
|  | ABC Braga           | ABC Braga           | 34               |                  |    |           |           |       |
|  | ABC Braga           | ABC Braga           | 34               | szeptember 4.    |    |           |           |       |
|  | Maccabi Tel Aviv    | Maccabi Tel Aviv    | 27               |                  |    |           |           |       |
|  | Maccabi Tel Aviv    | Maccabi Tel Aviv    | 27               |                  |    | ABC Braga | ABC Braga | 33    |
|  | szeptember 3.       |                     |                  |                  |    | ABC Braga | ABC Braga | 33    |
|  |                     |                     | Bregenz Handball | Bregenz Handball | 32 |           |           |       |
|  | Bregenz Handball    | Bregenz Handball    | Bregenz Handball | Bregenz Handball | 32 | 38        |           |       |
|  | Bregenz Handball    | Bregenz Handball    |                  |                  |    |           |           |       |
|  | HC Achilles Bocholt | HC Achilles Bocholt | 31               |                  |    |           |           |       |
|  | HC Achilles Bocholt | HC Achilles Bocholt | 31               | Bronzmérkőzés    |    |           |           |       |
|  |                     |                     |                  |                  |    |           |           |       |
|  | szeptember 4.       |                     |                  |                  |    |           |           |       |
|  |                     |                     |                  |                  |    |           |           |       |
|  | Maccabi Tel Aviv    | Maccabi Tel Aviv    | 33               |                  |    |           |           |       |
|  | Maccabi Tel Aviv    | Maccabi Tel Aviv    | 33               |                  |    |           |           |       |
|  | HC Achilles Bocholt | HC Achilles Bocholt | 30               |                  |    |           |           |       |
|  | HC Achilles Bocholt | HC Achilles Bocholt | 30               |                  |    |           |           |       |

## Csoportkör

### A csoport
| #  | Csapat                | M  | Gy | D | V  | G+  | G–  | Gk  | P  |
| -- | --------------------- | -- | -- | - | -- | --- | --- | --- | -- |
| 1. | FC Barcelona          | 14 | 12 | 1 | 1  | 413 | 354 | +59 | 25 |
| 2. | Paris Saint-Germain   | 14 | 12 | 0 | 2  | 451 | 383 | +68 | 24 |
| 3. | Telekom Veszprém KC   | 14 | 8  | 2 | 4  | 381 | 365 | +16 | 18 |
| 4. | Flensburg-Handewitt   | 14 | 7  | 1 | 6  | 382 | 366 | +16 | 15 |
| 5. | THW Kiel              | 14 | 5  | 2 | 7  | 353 | 376 | –23 | 12 |
| 6. | Bjerringbro-Silkeborg | 14 | 4  | 0 | 10 | 364 | 396 | –32 | 8  |
| 7. | Wisła Płock           | 14 | 3  | 2 | 9  | 367 | 401 | –34 | 8  |
| 8. | Kadetten Schaffhausen | 14 | 1  | 0 | 13 | 370 | 440 | –70 | 2  |

| BAR   | PSG   | VES   | FLE   | THW   | BJS   | PLO   | KAD   |
| ----- | ----- | ----- | ----- | ----- | ----- | ----- | ----- |
|       | 35–32 | 26–23 | 26–23 | 26–25 | 34–19 | 36–28 | 38–25 |
| 33–26 |       | 28–24 | 27–22 | 42–24 | 32–27 | 33–30 | 34–26 |
| 22–25 | 28–29 |       | 34–28 | 21–19 | 30–29 | 31–25 | 32–28 |
| 27–28 | 33–34 | 24–24 |       | 25–26 | 26–24 | 22–20 | 31–26 |
| 27–27 | 28–27 | 25–27 | 22–30 |       | 21–24 | 24–24 | 32–29 |
| 23–27 | 30–36 | 24–29 | 19–25 | 25–28 |       | 33–24 | 37–32 |
| 23–28 | 25–29 | 28–28 | 30–37 | 24–22 | 28–25 |       | 33–26 |
| 24–31 | 25–35 | 27–28 | 26–29 | 25–30 | 24–25 | 27–25 |       |

### B csoport
| #  | Csapat             | M  | Gy | D | V | G+  | G–  | Gk  | P  |
| -- | ------------------ | -- | -- | - | - | --- | --- | --- | -- |
| 1. | Vardar Szkopje     | 14 | 10 | 0 | 4 | 412 | 378 | +34 | 20 |
| 2. | Vive Tauron Kielce | 14 | 9  | 0 | 5 | 415 | 390 | +25 | 18 |
| 3. | Pick Szeged        | 14 | 8  | 1 | 5 | 376 | 350 | +26 | 17 |
| 4. | Rhein-Neckar Löwen | 14 | 8  | 1 | 5 | 392 | 396 | –4  | 17 |
| 5. | Meskov Breszt      | 14 | 5  | 4 | 5 | 383 | 385 | –2  | 14 |
| 6. | RK Zagreb          | 14 | 4  | 1 | 9 | 332 | 356 | –24 | 9  |
| 7. | RK Celje           | 14 | 3  | 3 | 8 | 399 | 424 | –25 | 9  |
| 8. | IFK Kristianstad   | 14 | 3  | 2 | 9 | 381 | 411 | –30 | 8  |

| VAR   | KIE   | SZE   | LÖW   | BRE   | ZAG   | CEL   | KRI   |
| ----- | ----- | ----- | ----- | ----- | ----- | ----- | ----- |
|       | 40–34 | 30–27 | 26–29 | 31–27 | 25–20 | 35–30 | 32–29 |
| 27–24 |       | 28–24 | 26–34 | 35–27 | 29–25 | 31–23 | 38–28 |
| 21–23 | 27–29 |       | 28–28 | 24–22 | 26–21 | 27–22 | 33–28 |
| 27–33 | 28–25 | 24–30 |       | 25–24 | 25–24 | 31–30 | 30–29 |
| 30–26 | 24–29 | 25–23 | 30–28 |       | 21–21 | 29–29 | 32–27 |
| 28–27 | 23–26 | 24–26 | 25–21 | 22–27 |       | 23–21 | 26–23 |
| 26–32 | 34–33 | 25–31 | 37–31 | 36–36 | 30–28 |       | 27–28 |
| 23–28 | 29–25 | 21–29 | 29–31 | 29–29 | 29–22 | 29–29 |       |

### C csoport
| #  | Csapat                | M  | Gy | D | V | G+  | G–  | Gk  | P  |
| -- | --------------------- | -- | -- | - | - | --- | --- | --- | -- |
| 1. | Montpellier           | 10 | 8  | 0 | 2 | 302 | 252 | +50 | 16 |
| 2. | Logroño               | 10 | 5  | 1 | 4 | 294 | 286 | +8  | 11 |
| 3. | Metalurg Szkopje      | 10 | 5  | 0 | 5 | 240 | 251 | –11 | 10 |
| 4. | Tatran Prešov         | 10 | 4  | 1 | 5 | 259 | 271 | –12 | 9  |
| 5. | Elverum Håndball      | 10 | 3  | 2 | 5 | 257 | 274 | –17 | 8  |
| 6. | Csehovszkije Medvegyi | 10 | 2  | 2 | 6 | 273 | 291 | –18 | 6  |

| MON   | LOG   | MET   | PRE   | ELV   | MED   |
| ----- | ----- | ----- | ----- | ----- | ----- |
|       | 37–27 | 28–18 | 28–23 | 31–24 | 26–22 |
| 31–30 |       | 31–25 | 33–27 | 28–21 | 34–37 |
| 24–30 | 24–23 |       | 26–20 | 18–17 | 31–24 |
| 24–28 | 30–27 | 27–22 |       | 25–27 | 30–28 |
| 32–31 | 27–32 | 26–31 | 24–24 |       | 28–28 |
| 27–33 | 28–28 | 25–21 | 28–29 | 26–31 |       |

### D csoport
| #  | Csapat              | M  | Gy | D | V | G+  | G–  | Gk  | P  |
| -- | ------------------- | -- | -- | - | - | --- | --- | --- | -- |
| 1. | HBC Nantes          | 10 | 8  | 1 | 1 | 312 | 270 | +42 | 17 |
| 2. | Motor Zaporizzsja   | 10 | 7  | 1 | 2 | 308 | 272 | +36 | 15 |
| 3. | Beşiktaş            | 10 | 5  | 1 | 4 | 275 | 289 | –14 | 11 |
| 4. | Dinamo București    | 10 | 3  | 2 | 5 | 294 | 294 | 0   | 8  |
| 5. | Team Tvis Holstebro | 10 | 2  | 1 | 7 | 281 | 314 | –33 | 5  |
| 6. | ABC/UMinho          | 10 | 2  | 0 | 8 | 289 | 320 | –31 | 4  |

| NAN   | ZAP   | BES   | BUK   | HOL   | ABC   |
| ----- | ----- | ----- | ----- | ----- | ----- |
|       | 32–34 | 33–19 | 26–24 | 31–26 | 35–33 |
| 26–26 |       | 34–28 | 35–27 | 34–28 | 27–23 |
| 28–33 | 23–22 |       | 29–27 | 36–27 | 33–31 |
| 26–27 | 35–31 | 26–26 |       | 30–25 | 35–29 |
| 25–35 | 28–30 | 29–25 | 32–32 |       | 34–29 |
| 29–34 | 22–35 | 27–28 | 34–32 | 32–27 |       |

### Rájátszás
A C és D csoport első két helyezettje egy-egy oda-vissza vágós rájátszásban harcolhatja ki a legjobb 12 közé jutást.
| 1. csapat         | Össz. | 2. csapat   | 1. mérk. | 2. mérk. |
| ----------------- | ----- | ----------- | -------- | -------- |
| Motor Zaporizzsja | 63–65 | Montpellier | 34–36    | 29–29    |
| Logroño           | 56–68 | HBC Nantes  | 25–31    | 31–37    |

## Egyenes kieséses szakasz
Az egyenes kieséses szakaszba 12 csapat jut. Az A és B csoport győztesei automatikusan a negyeddöntőbe kerülnek, a 2-6. helyezettek a nyolcaddöntőbe. Hozzájuk csatlakozik a C és D csoport rájátszásának két győztese.

### Nyolcaddöntők
| 1. csapat             | Össz. | 2. csapat           | 1. mérk. | 2. mérk. |
| --------------------- | ----- | ------------------- | -------- | -------- |
| HBC Nantes            | 53–61 | Paris Saint-Germain | 26–26    | 27–35    |
| Montpellier           | 61–54 | Vive Tauron Kielce  | 33–28    | 28–26    |
| RK Zagreb             | 41–52 | Telekom Veszprém KC | 22–23    | 19–29    |
| Bjerringbro-Silkeborg | 48–59 | Pick Szeged         | 24–26    | 24–33    |
| Meskov Breszt         | 51–54 | Flensburg-Handewitt | 25–26    | 26–28    |
| THW Kiel              | 50–49 | Rhein-Neckar Löwen  | 24–25    | 26–24    |

### Negyeddöntők
| 1. csapat           | Össz. | 2. csapat           | 1. mérk. | 2. mérk. |
| ------------------- | ----- | ------------------- | -------- | -------- |
| THW Kiel            | 46–49 | Barcelona           | 28–26    | 18–23    |
| Flensburg-Handewitt | 51–61 | Vardar Szkopje      | 24–26    | 27–35    |
| Pick Szeged         | 57–60 | Paris Saint-Germain | 27–30    | 30–30    |
| Telekom Veszprém KC | 56–48 | Montpellier         | 26–23    | 30–25    |

### Final Four
A Final Four-t a Lanxess Arenában, Kölnben rendezték. A Final Four 2010-es bevezetése óta először fordult elő, hogy a rendező országból, Németországból egyetlen csapat sem jutott be a négyes döntőbe. A Vardar Szkopje története során először jutott el a legjobb négy közé, ahová az FC Barcelona ebben a szezonban ötödször jutott el, a Telekom Veszprém KC negyedszer, míg a Paris Saint-Germain másodszor. Közülük korábban egyedül az FC Barcelona tudott győzedelmeskedni a sorozatban.
|  |                     |                     |                |                |    |                     |                     |       |
|  | Elődöntők           | Elődöntők           | Elődöntők      |                |    | Döntő               | Döntő               | Döntő |
|  | Elődöntők           | Elődöntők           | Elődöntők      |                |    | Döntő               | Döntő               | Döntő |
|  | június 3.           |                     |                |                |    |                     |                     |       |
|  |                     |                     |                |                |    |                     |                     |       |
|  | Telekom Veszprém    | Telekom Veszprém    | 26             |                |    |                     |                     |       |
|  | Telekom Veszprém    | Telekom Veszprém    | 26             | június 4.      |    |                     |                     |       |
|  | Paris Saint-Germain | Paris Saint-Germain | 27             |                |    |                     |                     |       |
|  | Paris Saint-Germain | Paris Saint-Germain | 27             |                |    | Paris Saint-Germain | Paris Saint-Germain | 23    |
|  | június 3.           |                     |                |                |    | Paris Saint-Germain | Paris Saint-Germain | 23    |
|  |                     |                     | Vardar Szkopje | Vardar Szkopje | 24 |                     |                     |       |
|  | Vardar Szkopje      | Vardar Szkopje      | Vardar Szkopje | Vardar Szkopje | 24 | 26                  |                     |       |
|  | Vardar Szkopje      | Vardar Szkopje      |                |                |    |                     |                     |       |
|  | Barcelona           | Barcelona           | 25             |                |    |                     |                     |       |
|  | Barcelona           | Barcelona           | 25             | Bronzmérkőzés  |    |                     |                     |       |
|  |                     |                     |                |                |    |                     |                     |       |
|  | június 4.           |                     |                |                |    |                     |                     |       |
|  |                     |                     |                |                |    |                     |                     |       |
|  | Telekom Veszprém    | Telekom Veszprém    | 34             |                |    |                     |                     |       |
|  | Telekom Veszprém    | Telekom Veszprém    | 34             |                |    |                     |                     |       |
|  | Barcelona           | Barcelona           | 30             |                |    |                     |                     |       |
|  | Barcelona           | Barcelona           | 30             |                |    |                     |                     |       |

#### Elődöntők
| 2017. június 3. 15:15 | Telekom Veszprém KC | 26–27       | Paris Saint-Germain  | Lanxess Arena, Köln Nézőszám: 19 750 Játékvezetők: Nikolov, Nachevski (MKD) |
| 2017. június 3. 15:15 | Nagy 6              | (11–11)     | Gensheimer, Hansen 7 | Lanxess Arena, Köln Nézőszám: 19 750 Játékvezetők: Nikolov, Nachevski (MKD) |
| 2017. június 3. 15:15 | 3× 3×               | Jegyzőkönyv | 2× 3×                | Lanxess Arena, Köln Nézőszám: 19 750 Játékvezetők: Nikolov, Nachevski (MKD) |

| 2017. június 3. 18:00 | Vardar Szkopje      | 26–25       | Barcelona | Lanxess Arena, Köln Nézőszám: 19 750 Játékvezetők: Horáček, Novotný (CZE) |
| 2017. június 3. 18:00 | Čupić, Dujshebaev 7 | (13–12)     | Lazarov 6 | Lanxess Arena, Köln Nézőszám: 19 750 Játékvezetők: Horáček, Novotný (CZE) |
| 2017. június 3. 18:00 | 3× 3×               | Jegyzőkönyv | 5× 2×     | Lanxess Arena, Köln Nézőszám: 19 750 Játékvezetők: Horáček, Novotný (CZE) |

#### Bronzmérkőzés
| 2017. június 4. 15:15 | Telekom Veszprém KC | 34–30       | Barcelona   | Lanxess Arena, Köln Nézőszám: 19 750 Játékvezetők: Gubica, Milošević (CRO) |
| 2017. június 4. 15:15 | Pálmarsson 8        | (18–17)     | N’Guessan 6 | Lanxess Arena, Köln Nézőszám: 19 750 Játékvezetők: Gubica, Milošević (CRO) |
| 2017. június 4. 15:15 | 3× 3×               | Jegyzőkönyv | 2× 2×       | Lanxess Arena, Köln Nézőszám: 19 750 Játékvezetők: Gubica, Milošević (CRO) |

#### Döntő
| 2017. június 4. 18:00 | Paris Saint-Germain | 23–24       | Vardar Szkopje | Lanxess Arena, Köln Nézőszám: 19 750 Játékvezetők: Geipel, Helbrig (GER) |
| 2017. június 4. 18:00 | Karabatić 5         | (12–11)     | Gyibirov 6     | Lanxess Arena, Köln Nézőszám: 19 750 Játékvezetők: Geipel, Helbrig (GER) |
| 2017. június 4. 18:00 | 4× 2×               | Jegyzőkönyv | 4× 2×          | Lanxess Arena, Köln Nézőszám: 19 750 Játékvezetők: Geipel, Helbrig (GER) |

## Statisztikák

### Góllövőlista
| #  | Játékos          | Csapat                | Gól |
| -- | ---------------- | --------------------- | --- |
| 1. | Uwe Gensheimer   | Paris Saint-Germain   | 115 |
| 2. | Mikkel Hansen    | Paris Saint-Germain   | 99  |
| 3. | Momir Ilić       | Telekom Veszprém KC   | 89  |
| 4. | Balogh Zsolt     | Pick Szeged           | 88  |
| 4. | Jure Dolenec     | Montpellier           | 88  |
| 6. | Kiril Lazarov    | FC Barcelona          | 85  |
| 7. | Császár Gábor    | Kadetten Schaffhausen | 84  |
| 8. | Alex Dujshebaev  | Vardar Szkopje        | 83  |
| 9. | Nedim Remili     | Paris Saint-Germain   | 81  |
| 9. | Rastko Stojković | Meskov Breszt         | 81  |

### All-star csapat
A szezon All-star csapatát a Final Four előtt, 2017. június 2-án hirdették ki. A csapatot a szurkolók, újságírók és szakértők szavazatai alapján állították össze. Az előző évi All-star csapatból egyetlen játékos sem tudott ebben a szezonban bekerülni a legjobbak közé.
| Kapus      | Gonzalo Perez de Vargas | FC Barcelona        |
| Balszélső  | Uwe Gensheimer          | Paris Saint-Germain |
| Balátlövő  | Mikkel Hansen           | Paris Saint-Germain |
| Irányító   | Nikola Karabatić        | Paris Saint-Germain |
| Beállós    | Ludovic Fabregas        | Montpellier         |
| Jobbátlövő | Alex Dujshebaev         | Vardar Szkopje      |
| Jobbszélső | Víctor Tomás            | FC Barcelona        |

### További díjak
- Legjobb edző:  Raúl González Gutiérrez (Vardar Szkopje)
- Legjobb fiatal játékos:  Nedim Remili (Paris Saint-Germain)
- Legjobb védőjátékos:  Luka Karabatić (Paris Saint-Germain)